# Giroflier
Syzygium aromaticum
Espèce
Le Giroflier ou Girofle (Syzygium aromaticum) est une espèce de plantes à fleurs de la famille des Myrtaceae et du genre Syzygium. Les girofliers sont des arbres originaires d'Indonésie dont les boutons floraux forment une épice appelée clous de girofle.

## Taxinomie
L'espèce est décrite en premier par le naturaliste suédois Carl von Linné en 1753, qui la classe dans le genre Caryophyllus sous le nom binominal Caryophyllus aromaticus, qui est donc le basionyme. L'espèce est par la suite classée dans les genres Eugenia, Jambosa et Myrtus. Finalement, les botanistes américains Elmer Drew Merrill et Lily May Perry déplacent  en 1939 l'espèce dans le genre Syzygium sous le nom correct Syzygium aromaticum.

### Étymologie
Le genre Syzygium est décrit par Joseph Gaertner en 1788 dans De Fructibus et Seminibus Plantarum, vol. 1 (lire en ligne), p. 166. L'étymologie du nom Syzygium est inconnue.

### Synonymes
Syzygium aromaticum a pour synonymes :
- Caryophyllus aromaticus L., 1753[2],[5]
- Caryophyllus hortensis Noronha, 1790[2]
- Caryophyllus silvestris Teijsm. ex Hassk., 1866[2]
- Eugenia aromatica (L.) Baill., 1876[2],[5]
- Eugenia caryophyllata Thunb., 1788[2],[5]
- Eugenia caryophyllus Bullock & S.G.Harrison, 1958[2],[5]
- Jambosa caryophyllus (Thunb.) Nied., 1893[2]
- Myrtus caryophyllus Spreng., 1825[2],[5]

## Description

### Appareil végétatif

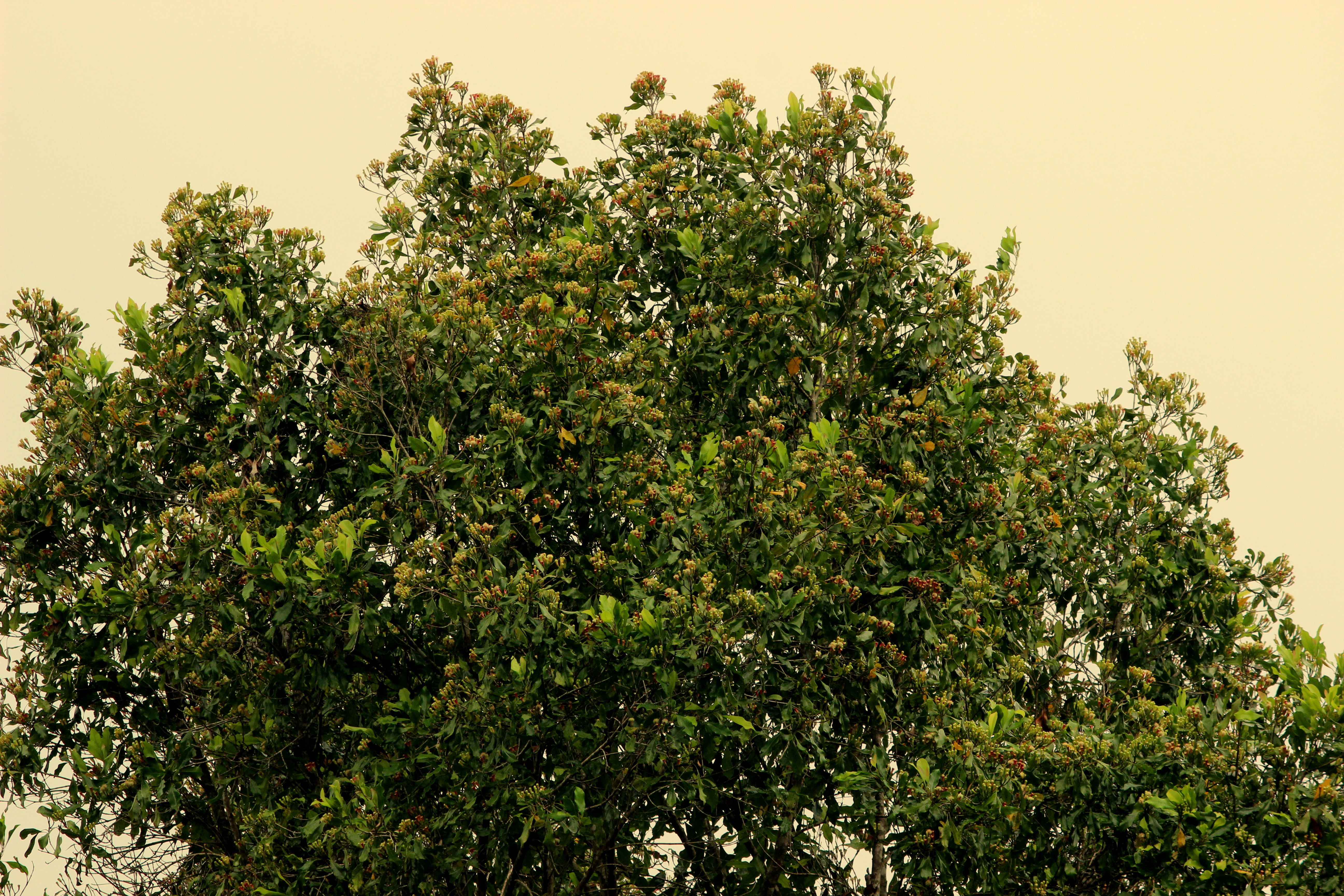
Port général de l'arbre.

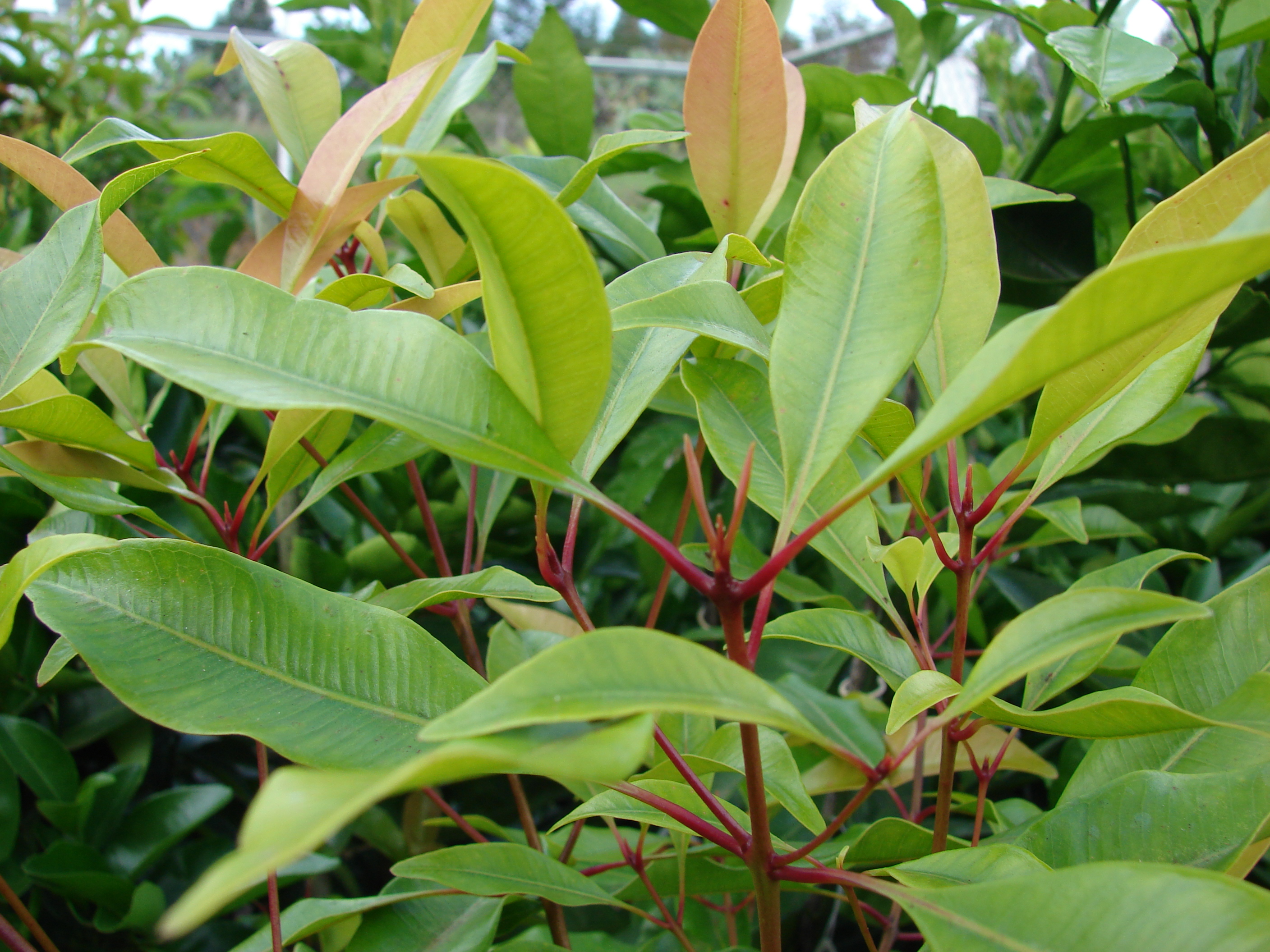
Feuilles.

C'est un arbre touffu, à feuilles persistantes et à couronne moyenne, d'une hauteur de 8 à 20 mètres. Plusieurs parties de l'arbre sont aromatiques, notamment les feuilles et l'écorce. Les feuilles sont simples, vert vif et brillant. La surface inférieure est recouverte de glandes d'huile aromatique. Les feuilles elliptiques à pétiole atteignent 13 cm de long en paires opposées le long de nombreuses branches courtes.

### Appareil reproducteur

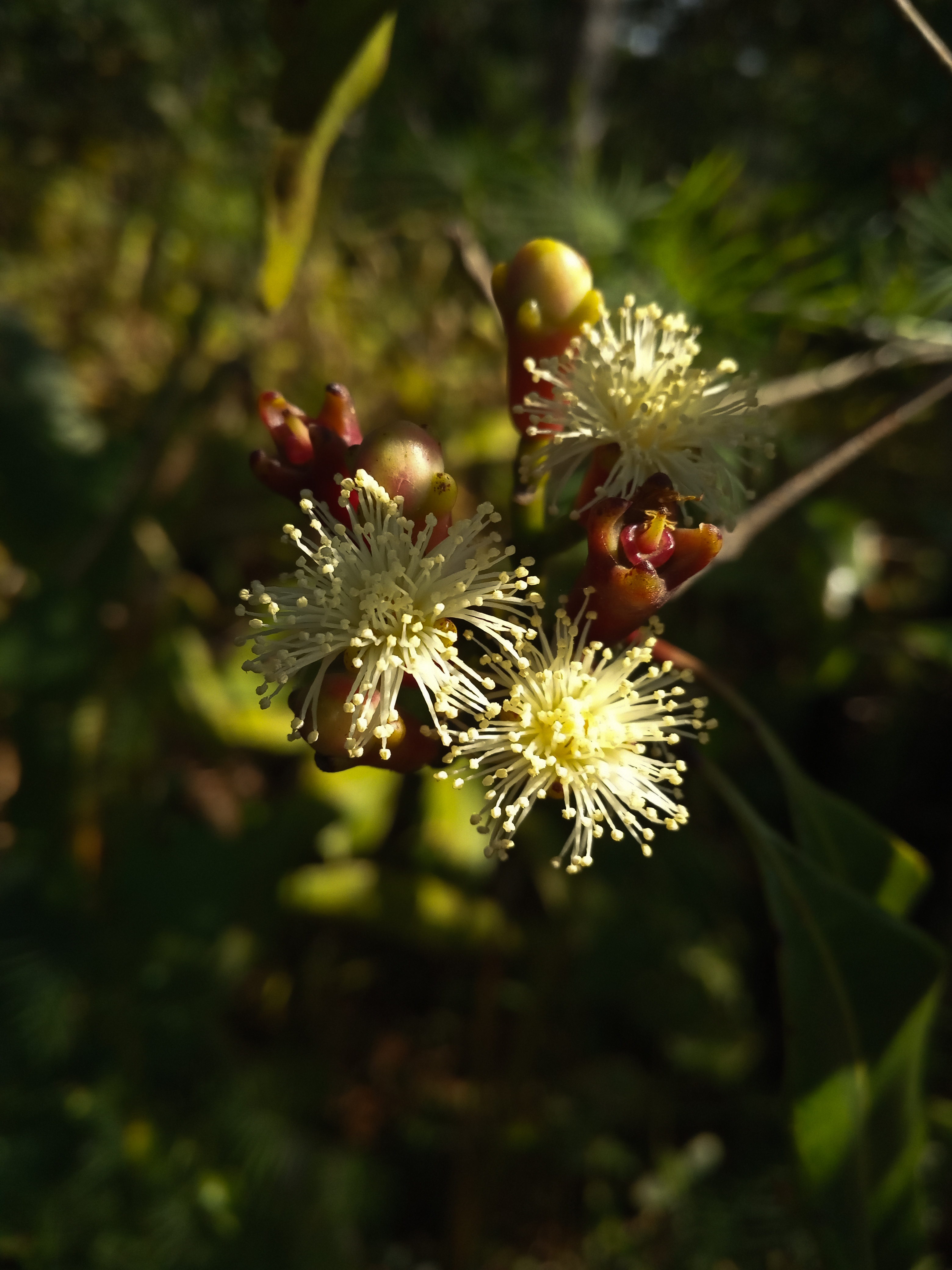
Fleurs du Giroflier.

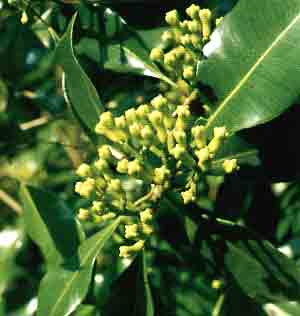
Clous de girofle pas encore mûrs.

Les fleurs se développent en petites grappes. Les boutons floraux sont d'abord pâles, d'aspect brillant et charnu, puis deviennent verts et enfin rouge vif à mesure qu'ils mûrissent. Ils se composent d'un ovaire long et étroit, d'environ 1,5 à 2,0 cm de long, avec quatre petits sépales triangulaires faisant saillie vers l'extérieur à une extrémité. Les sépales entourent une petite boule de quatre pétales qui se chevauchent et protègent les parties de la fleur qui se développent à l'intérieur. C'est sous cette forme que le clou de girofle est récolté et séché pour être utilisé comme épice.
Si l'on laisse la fleur se développer, les pétales tombent sous la pression de nombreuses étamines blanc-jaune (parties mâles), qui se révèlent alors. Ces étamines voyantes entourent un seul stigmate étroit (partie femelle).
Les périodes de floraison varient dans les différentes régions du monde, et la récolte commerciale des fleurs ne commence qu'une fois que la plante atteint quatre ans.
Le fruit arrive à maturité environ neuf mois après la floraison. Le long ovaire rouge de la fleur devient progressivement rouge-violet et gonfle jusqu'à prendre la taille d'une olive, mais sa forme est plus oblongue, les sépales recouvrant l'endroit où se trouvait la fleur. Le fruit contient une, ou rarement deux graines ; il est souvent appelé la « mère des clous de girofle ». Les clous de girofle cultivés atteignent rarement le stade de la fructification.

## Le giroflier et l'homme

### Histoire
Le giroflier est originaire de l'archipel des Moluques du Nord.
L'épopée indienne du Ramayana, peut-être écrite vers 200 av. J.-C., mentionne déjà le commerce de cette épice. Les Chinois utilisaient déjà les clous de girofle sous la dynastie Han (206 av. J.-C. - 220 apr. J.-C.) en les mâchant pour avoir meilleure haleine, ainsi que pour ses vertus médicinales et culinaires. Ils étaient connus des Grecs et des Romains. Au Ier siècle, Pline l'Ancien les décrit dans ses écrits. Une récente découverte archéologique suggère que le commerce de la girofle avec l'Occident pourrait en fait avoir commencé bien plus tôt. En effet, on a trouvé un clou de girofle parmi des restes calcinés sur le sol d'une cuisine incendiée du site mésopotamien de Terqa dans l'actuelle Syrie, daté de 1700 av. J.-C..
Une tradition chrétienne fait des clous de girofle un symbole végétal des clous qui ont servi à la Crucifixion.
En Europe, le clou de girofle devint à la mode au Moyen Âge. Dante Alighieri dans l'Enfer de la Divine Comédie le cite comme étant d'un usage réservé aux riches Siennois. Les Portugais arrivés dans l'archipel des Moluques en 1511 s'en assurèrent le monopole en brûlant les arbres situés hors de l'île de Ternate et ce monopole fut ensuite celui des Hollandais.
On doit à Pierre Poivre, intendant de l'île de France (île Maurice) et de l'île Bourbon, la prise de quelques plants au cours d'une expédition à Batavia, et leur acclimatation d'abord à l'île de France, puis dans les autres îles des Mascareignes et des Seychelles ; l'intendance fit aussi envoyer des plants en Guyane.
Le 13e jour du mois de messidor du calendrier républicain / révolutionnaire français était officiellement dénommé jour du girofle, généralement chaque 1er juillet du calendrier grégorien.

### Utilisations

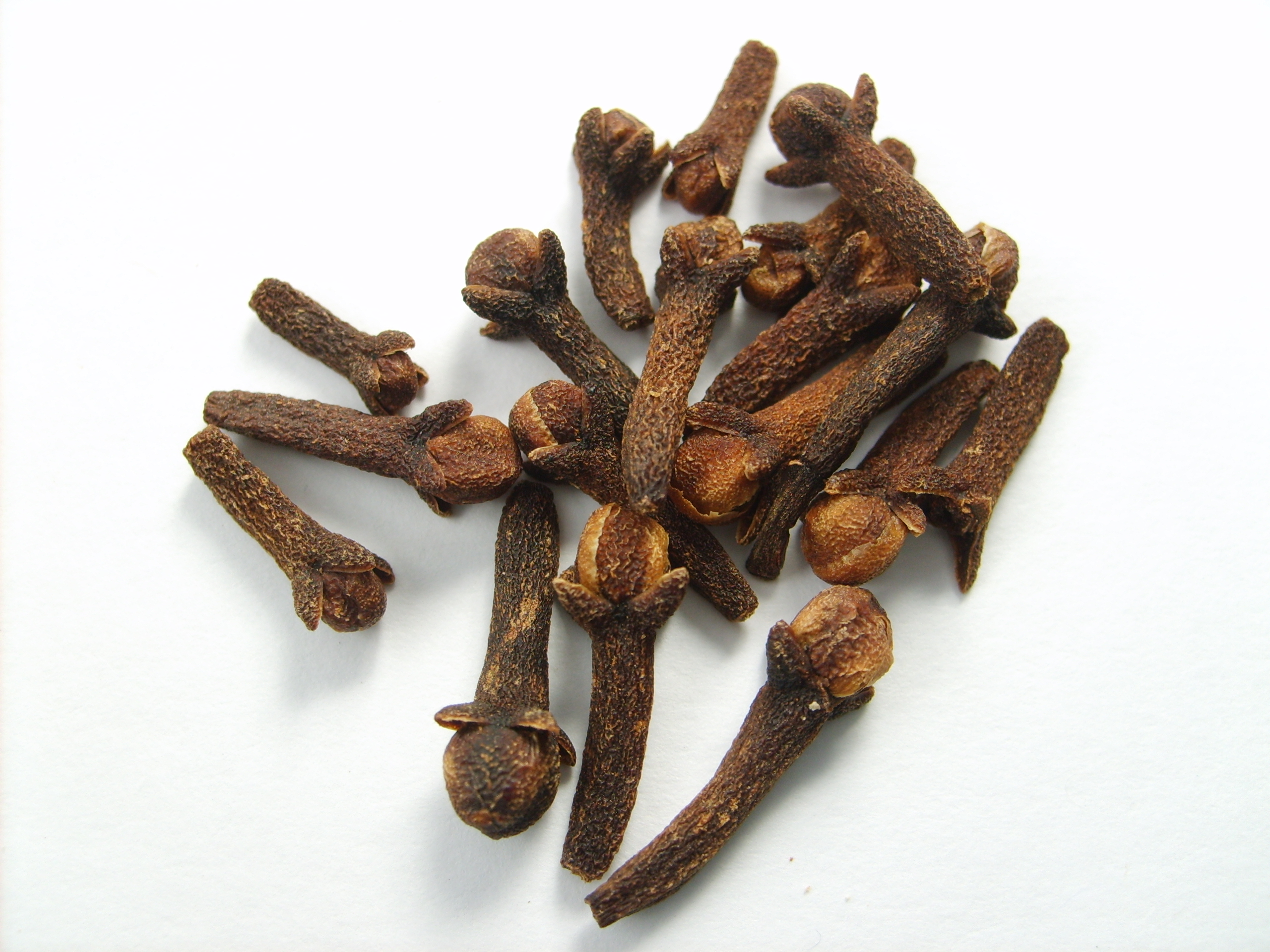
Clous de girofle récoltés.

Les propriétés antiseptiques et anesthésiques de ces boutons floraux sont reconnues depuis très longtemps et proposées dans les douleurs dentaires. Il entre dans la composition du khôl, primitivement onguent ophtalmique.
En cuisine, il est présent dans le pain d'épices, les biscuits en mélange avec la cannelle comme les speculoos, le pot-au-feu, les marinades, la choucroute et il est indispensable à la plupart des currys. Aux Pays Bas, le clou de girofle entier est utilisé pour parfumer un fromage de Frise à pâte dure à apprécier vieux, appelé Nagelkaas (fromage à clous) ou Kanterkaas (AOP),. En Afrique du Nord, le clou de girofle est utilisé en infusion avec le thé.
Le clou de girofle sert de parfum d'ambiance sous forme d'une version végétale de la pomme d'ambre que l'on fabrique en piquant toute la surface d'une orange de clous de girofle.
De nos jours, 95 % de la production mondiale de clous de girofle est utilisé pour la fabrication des kreteks, cigarettes indonésiennes. À Jakarta, les fabricants de cigarettes jouent sur les vertus antiseptiques du clou de girofle pour présenter leurs kreteks comme tout à fait anodines[réf. nécessaire].

### Utilisation médicale
Le clou de girofle (ou plus exactement son huile) est utilisé par les dentistes. Selon une étude récente (2017) conduite sur le rat de laboratoire (rats wistar), cette huile pourrait aussi atténuer certains effets délétères sur le cerveau d'une coexposition au plomb facteur de saturnisme et au manganèse (en période de gestation et de lactation).
Le giroflier est l'une des plantes, qui à la suite d'une étude de criblage à haut débit, a été retenue comme candidate potentielle pour produire un possible médicament contre le SARS-CoV-2, responsable de la pandémie de COVID-19.
Le giroflier contient l'ellagitanin tellimagrandine II, un composé ayant une activité contre le virus de l'herpès.

### Futur biopesticide?
Parmi d'autres huiles essentielles, celle du Giroflier Syzygium aromaticum a été récemment (2020) testée comme acaricide contre le pou rouge de la volaille (Dermanyssus gallinae), un ectoparasite devenu invasif et résistant aux pesticides dans les volières.

Par rapport aux autres huiles essentielles testées, celle du Giroflier était le plus acaricide par contact (CL50 : 8,9 g/mL) et son effet perdurant jusqu'à 4 jours après application. Ce traitement semble donc prometteur contre le Pou rouge. Cette plante étant déjà très cultivée, son huile essentielle pourrait être une alternative bon marché aux pesticides actuellement disponibles.

### Statistiques de production
| Production en tonnes. Chiffres 2003-2004 Données de FAOSTAT (FAO) |         |        |
| Indonésie                                                         | 87 909  | 68,2 % |
| Madagascar                                                        | 20 000  | 15,5 % |
| Tanzanie                                                          | 12 500  | 9,7 %  |
| Sri Lanka                                                         | 4 100   | 3,2 %  |
| Comores                                                           | 3 013   | 2,3 %  |
| Autres pays                                                       | 1 370   | 1,1 %  |
| Total                                                             | 128 892 | 100 %  |

| Evolution de la production en tonnes Données de FAOSTAT (FAO) |        |        |         |
| Pays / Année                                                  | 2000   | 2010   | 2020    |
| Indonésie                                                     | 59 879 | 98 400 | 133 604 |
| Madagascar                                                    | 11 790 | 10 356 | 23 931  |
| Tanzanie                                                      | 9 000  | 8 747  | 8 602   |
| Comores                                                       | 2 582  | 3 000  | 6 799   |
| Sri Lanka                                                     | 1 500  | 3 770  | 6 711   |
| Kenya                                                         | 550    | 2 500  | 2 057   |
| Chine                                                         | 500    | 976    | 1 294   |
| Malaisie                                                      | 206    | 220    | 220     |
| Grenade                                                       | 26     | 33     | 40      |